# Fabián Monzón
Fabián Luciano Monzón (* 13. April 1987 in Granadero Baigorria) ist ein argentinischer ehemaliger Fußballspieler.
Der Linksverteidiger gab während der Clausura 2008 am 24. Februar 2008 in der Partie gegen CA San Martín de Tucumán sein Profidebüt für die Boca Juniors und gewann mit der argentinischen Auswahl das olympische Fußballturnier 2008 in China.

## Erfolge
- Olympiasieger: 2008
- Argentinischer Meister: 2015
- Argentinischer Pokal: 2015